# Font del Bacallà (Collserola)
|  | No s'ha de confondre amb Font del Bacallà (Santa Caterina). |

La Font del Bacallà és una font natural de la serra de Collserola, al barri de Sant Genís dels Agudells de Barcelona. Brolla a la dreta de la llera del torrent de la Font del Bacallà, uns 200 m més avall del camí de Can Borni, prop del Viver de Can Borni. Uns 150 m més avall hi ha la font Petita del Bacallà.
Manté un petit cabal que raja tot l'any, a través d’un broc que surt per sota d’una cua de Bacallà, esculpida al frontal. Als dos costats de la font hi ha uns murets de pedra a mode de banc corregut. El nom prové d'una creença popular de que l'aigua d'aquesta font té poders medicinals i per demostrar la corrosió de la seva aigua, que li donava aquest do, deien que si posaves un bacallà sota el seu raig, al cap d'una hora no en quedava res més que l'espina.
A principis del segle XX era molt concorreguda, especialment els diumenges, on es preparava el dinar als fogons instal·lats per fer-hi foc.